# Comuna Marmîzivka, Varva
Marmîzivka (în ucraineană Мармизівка) este o comună în raionul Varva, regiunea Cernihiv, Ucraina, formată din satele Makușîha și Marmîzivka (reședința).

## Demografie
Componența lingvistică a comunei Marmîzivka
     Ucraineană (99,62%)
     Alte limbi (0,38%)
Conform recensământului din 2001, majoritatea populației comunei Marmîzivka era vorbitoare de ucraineană (99,62%), existând în minoritate și vorbitori de alte limbi.